# Natalie Gal
Natasha Galkina (en ruso: Наташа Галкина, Rostov, Rusia, 18 de diciembre de 1985) es una modelo rusa. Galkina es más conocida por haber quedado como segunda finalista en el ciclo 8 del reality show America's Next Top Model.

## Primeros años
Gal nació en 1985 en Bataysk, provincia de Rostov en la Unión Soviética en el momento de su nacimiento. Nació en la familia de un cantante de ópera y poeta; inició sus estudios de ballet, gimnasia y arte, tocar el piano, cantar y actuar en un teatro a la edad de 6. Estudió actuación en el Teatro de Arte de Moscú y la Universidad de Nueva York.

## Participación en America's Next Top Model
Natasha no comenzó bien en la competencia; el director creativo Jay Manuel le dijo durante la sesión de fotos de los clichés de secundaria, (episodio 2) fue una de las más difíciles de dirigir en toda la historia del programa, después de Ann Markley del ciclo 3. Sin embargo, conforme avanzaba la competición, los jueces se sorprendieron por el extraordinario progreso Galkina. Su progreso se comenzó a hacer notable después del episodio 4, donde fue llamada de primera. Este crecimiento, le permitieron a Natasha mejorar en el concurso y llegar a la final junto a Jaslene González. Aunque perdió el concurso, recientemente Galkina fue votada como una de las más memorables participantes de America's Next Top Model por AOL Entertainment.
Lo más memorable de Galkina era su magnífica personalidad como su increíble capacidad para captar clientes, gracias a su personalidad y rostro con buenas proporciones fue llevada hasta las dos últimas fnalistas; aunque una de las razones por las que era fuertemente criticada por las demás concursantes eran sus extrañas llamadas a su esposo americano, en el que Galkina hacía sonidos de gato para complacer a su marido, por lo que se le consideraba rara y extraña.

## Carrera
El 18 de abril de 2007 después de ganar un reto en el ciclo 8, Tyra Banks anunció que Galkina sería su corresponsal especial en The Tyra Banks Show. Natasha ha anunciado que va a trabajar en otro programa de televisión, aunque no ha podido dar detalles al respecto. Desde julio de 2007 a septiembre del mismo año, Natasha firmó para MUSE NY y MGMT First. La modelo también firmó para Ace Model Management, con sede en Grecia. Ella ha adornado las portadas de Modern Luxury Houston y DC Magazine, y ha aparecido en un desfile de modas para la difusión de la revista Us Weekly del 21 de mayo de 2007. Ella ha modelado en Atenas y Milán después de haber aparecido en las editoriales de moda de las revistas Cosmopolitan, Lucky, Elle, y la griega Madame Figaro.

## Vida personal
En el episodio final del ciclo 8, Natasha reveló a Tyra Banks que su madre no tenía suficiente dinero para enviarla a una universidad local, por lo que decidió trasladarse a Moscú, donde padeció duras condiciones de vida. Natasha fue una estudiante universitaria antes de participar en America's Next Top Model. Estudió actuación en Lee Strasberg Theatre y el Instituto de Cine en West Hollywood, California.
Se divorció del empresario Stuart Hagler en 2009. Tuvieron una hija llamada Angelina.
También habla en ruso, ucraniano, español e inglés con fluidez.